# Comuna Berezdivți, Mîkolaiiv
Berezdivți (în ucraineană Берездівці) este o comună în raionul Mîkolaiiv, regiunea Liov, Ucraina, formată din satele Berezdivți (reședința) și Hrankî-Kutî.

## Demografie
Componența lingvistică a comunei Berezdivți
     Ucraineană (99,72%)
     Alte limbi (0,28%)
Conform recensământului din 2001, majoritatea populației comunei Berezdivți era vorbitoare de ucraineană (99,72%), existând în minoritate și vorbitori de alte limbi.